# 東白川村立東白川中学校
東白川村立東白川中学校（ひがししらかわそんりつ ひかししらかわちゅうがっこう）は岐阜県加茂郡東白川村にある公立の小学校。東白川村唯一の中学校であり、校区は東白川村全域である。 

## 沿革
- 1947年（昭和22年）4月1日 - 東白川村立東白川中学校として開校。本校は 神土小学校の校舎の一部を使用し、越原小学校と五加小学校に仮分校を設置。
- 1949年（昭和24年）9月1日 - 神土小学校の隣接地[注釈 1]に新築移転。仮分校を廃止。
- 1950年（昭和25年）1月 - 廃止となった越原仮分校を再開し、越原分校を設置。
- 1963年（昭和38年）
  - 3月 - 越原分校を廃止。
  - 5月 - 特別教室棟兼講堂（鉄骨造2階建）が完成[2]。
  - 10月 - 普通教室（鉄骨造2階建）を増築[3]。
- 1995年（平成7年）8月 - 新校舎（鉄筋コンクリート造3階建）が完成。9月1日から使用開始[4]。

## 進学前教育機関
村外からの転居などを除き、東白川村立東白川小学校から進学する

## 義務教育学校への再編計画
- 東白川小学校と統合し、義務教育学校とする計画がある。義務教育学校の校舎は東白川小学校の校舎を改修する。2027年開校の予定である[5]。